# Zanthoxylum juniperinum
Zanthoxylum juniperinum là một loài thực vật có hoa trong họ Cửu lý hương. Loài này được Poepp. miêu tả khoa học đầu tiên năm 1845.